# Kelleria corioensis
Kelleria corioensis is een eenoogkreeftjessoort uit de familie van de Kelleriidae. De wetenschappelijke naam van de soort is voor het eerst geldig gepubliceerd in 1981 door Arnott & McKinnon.